# Oppido Lucano

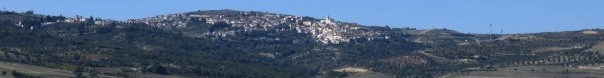
Blick auf Oppido Lucano

Oppido Lucano ist eine süditalienische Gemeinde (comune) mit 3524 Einwohnern (Stand 31. Dezember 2023) in der Provinz Potenza in der Basilikata. Die Gemeinde liegt etwa 21 Kilometer nordöstlich von Potenza am Monte Montrano und grenzt unmittelbar an die Provinz Matera. Oppido Lucano ist Teil der Comunità Montana Alto Bradano.

## Geschichte

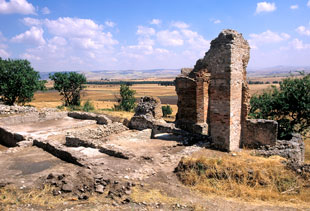
Die Ruinen von Sant'Igino

Die Gegend war bereits ab dem 6. Jahrhundert vor Christus besiedelt. Dabei siedelten hier die Peuketier. Schließlich folgten die Lucaner.

## Gemeindepartnerschaft
Oppido Lucano unterhält eine Partnerschaft mit der chilenischen Hafenstadt Iquique in der Región de Tarapacá.

## Persönlichkeiten
- Francesco Pio Tamburrino (* 1939), Ordensgeistlicher, Alterzbischof von Foggia-Bovino
- Johannes von Oppido (* um 1073), normannischer Priester

## Verkehr
Durch die Gemeinde führt die Strada Statale 96bis Barese.